# Werner Kisker
Werner Kisker (* 25. Mai 1925 in Gelsenkirchen; † Oktober 1983) war ein deutscher Fußballspieler. Der Torhüter hat bei den Vereinen FC Schalke 04, TSV 1860 München und Hamborn 07 von 1948 bis 1952 in den damals erstklassigen Fußballoberligen West und Süd insgesamt 79 Ligaspiele absolviert.

## Laufbahn

### Schalke 04 und 1860 München, 1943 bis 1950
Der ehemalige Jugendspieler des SC Gelsenkirchen 07 debütierte als 18-Jähriger während des Zweiten Weltkriegs in der Ligamannschaft des FC Schalke 04. Er hütete erstmals am 24. Oktober 1943, bei einem 9:1-Erfolg gegen die KSG Bielefeld, in der Gauliga Westfalen das Tor der Schalker. Am 7. November kam der Nachwuchstorhüter bei einem 2:1 gegen den VfL Bochum zu seinem zweiten Gauligaeinsatz. Die Schalker holten sich wie gewohnt die Meisterschaft und hatten mit Heinz Flotho und Hans Klodt zwei Internationale für das Tor im Kader zur Verfügung stehen und somit waren für den Nachwuchsmann Kisker keine weiteren Einsätze möglich geworden. Wo Kisker unmittelbar nach dem Krieg spielte ist aus der vorliegenden Literatur nicht ersichtlich. In der Saison 1948/49 hütete er aber beim Rundenstart der Oberliga West, den 12. September 1948, bei einer 2:3-Heimniederlage gegen Rhenania Würselen das Tor von Schalke 04. In den folgenden 23 Ligaspielen stand aber der spätere Nationalkeeper Heinrich Kwiatkowski im Schalker Tor. Die Nichtberücksichtigung im Laufe der Hinrunde führte Kisker dazu, sich Ende des Jahres nach einem neuen Verein umzusehen, er schloss sich zur Rückrunde 1948/49 dem TSV 1860 München in der Oberliga Süd an.
Der Mann aus Gelsenkirchen debütierte am 23. Januar 1949 beim Heimspiel gegen den Tabellenführer Kickers Offenbach vor 40.000 Zuschauern bei den „Löwen“ im Tor in der Oberliga Süd. Er bildete zusammen mit Georg Pledl, Christian Müller, Engelbert Schmidhuber, Franz Hammerl und Fritz Sommer bei einem 1:1 die überzeugende Defensive der Heimmannschaft. Am Rundenende hatte er 13 Oberligaspiele für die Blau-Weißen bestritten und 1860 hatte den 4. Rang unter Trainer Max Schäfer und mit Torjäger Otto Thanner erreicht. In die Runde 1949/50 startete Kisker im September 1949 mit 1860 mit den drei Eröffnungsspielen gegen Schwaben Augsburg (0:1), Kickers Stuttgart (1:1) und der 4:5-Auswärtsniederlage beim SV Waldhof Mannheim. Danach war es schlagartig mit seiner Aktivität bei 1860 München vorbei. An seinen sportlichen Leistungen kann es nicht gelegen haben. Im Buch zur Oberliga West ist eine mögliche Erklärung notiert: „Waren schon 1949 – allerdings nie bewiesene! - Verdächtigungen laut geworden, nach denen der damals in Diensten von 1860 München stehende Schlussmann an Plänen beteiligt gewesen sein soll, den 1860-Kassierer nach einem Heimspiel zu überfallen und auszurauben …“. Kisker zog es jedenfalls während der laufenden Runde wieder in den Fußball-Westen zurück, jetzt nach Hamborn.

### Hamborn 07, 1950 bis 1953
Vom 27. bis 29. Spieltag der Saison 1949/50 lief er erstmals im April 1950 in drei Ligaspielen gegen den Duisburger SV (3:1), FC Schalke 04 (0:1) und Rot-Weiss Essen (1:2) für Hamborn 07 in der Oberliga West auf. In den folgenden zwei Runden – 1950/51 und 1951/52 – zeigte er überragende Leistungen bei den Gelb-Schwarzen und galt rasch als einer der besten Keeper im Fußball-Westen. Ausdruck seiner sportlichen Wertschätzung war zu einem die Berücksichtigung für das Repräsentativspiel zwischen Westdeutschland und Süddeutschland am 18. März 1951 in Duisburg, wo er bei einer 0:4-Niederlage vor 40.000 Zuschauern hinter der Läuferreihe mit Max Michallek, Heinz Wewers und Erich Schanko agierte. Zum zweiten wird er als Torhüter im „Revier-Team der Saison 1950/51“ im Lexikon des Revier-Fußballs von Ralf Piorr aufgeführt. Seinen zweiten Einsatz in der Westauswahl erlebte Kisker am 14. Oktober 1951 in Kiel beim Spiel gegen Norddeutschland. Er wurde bei einem 2:2 in der zweiten Halbzeit für Fritz Herkenrath eingewechselt.
In den zwei Runden von 1950 bis 1952 hatte der Torhüter lediglich in einem Ligaspiel der Hamborner gefehlt. Als es 1952 runter in die 2. Liga West ging, ging der Klassetorhüter diesen Weg mit und absolvierte unter Trainer Josef Uridil 1952/53 in der II. Division an der Seite von Mitspielern wie Walter Dongmann, Adolf Schönborn und Helmut Sadlowski weitere 27 Ligaspiele. Mit dem Zweitligist trumpfte Kisker aber im erstmals nach Ende des Zweiten Weltkriegs wieder ausgetragenen DFB-Pokal auf: In der 1. Hauptrunde setzten sich die Hamborner „Löwen“ im August 1952 im Heimspiel mit 4:1 n. V. gegen Göttingen 05 durch und trotzten dem FC St. Pauli am 9. November des gleichen Jahres wiederum in einem Heimspiel ein 1:1 nach Verlängerung ab. Da es noch kein Elfmeterschießen gab, wurde das Rückspiel am 26. Dezember 1952 am Millerntor ausgetragen. Nach einem dramatischen Spiel setzte sich Hamborn mit 4:3 durch und zog in das Viertelfinale ein. Die Besonderheit des Spieles war aber die erste Fernsehübertragung eines Fußballspiels, das nach 1945 im normalen Sendebetrieb komplett live gezeigt wurde. Das Viertelfinalspiel verlor Hamborn mit Torhüter Kisker am 1. März 1953 mit 1:3 beim späteren Finalisten Alemannia Aachen.
Zur Saison 1953/54 unterschrieb er beim FC Schalke 04 einen neuen Vertrag. Kisker hatte bei den „Löwen“ in Serie „Unmögliches“ aus den Torwinkeln geboxt, in schlechten Hamborner Zeiten die Niederlagen fast alleine in erträglichen Grenzen gehalten. Der Wechsel zu den Knappen erschien damals als der logische Schritt eines Ausnahmekönners zu höheren Aufgaben.
Unmittelbar nach der Rückkehr an den Schalker Markt geriet er jedoch in negative Schlagzeilen. Bereits im Juli 1953 wurde er vom Westdeutschen Fußball-Verband wegen „mehrerer Vergehen, die sich außerhalb des Spielbetriebs ereigneten“, gesperrt und erhielt ein halbes Jahr später vom Landgericht Essen wegen „Betruges in zwei Fällen, Unterschlagung und Urkundenfälschung“ eine Haftstrafe von 14 Monaten aufgebrummt. Kisker blieb vom DFB auch nach der Haftverbüßung unbefristet gesperrt. Erst eine 1958 vor Gericht eingereichte Klage gegen den Verband bewirkte schließlich die Begnadigung. Doch über eine Rolle als Ersatzmann kam Kisker bei Hamborn 07 nach der langen Zwangspause nicht mehr hinaus.
In späteren Jahren war er bei seinem Heimatverein SC Gelsenkirchen 07 als Trainer tätig.